# Zophorame gallonae
Zophorame gallonae is een spinnensoort uit de familie Barychelidae. De soort komt voor in Queensland.